# پیوتر آندریف
پیوتر آندریف (لهستانی: Piotr Andrejew؛ ۲۷ اکتبر ۱۹۴۷ – ۱۲ ژوئن ۲۰۱۷) یک کارگردان فیلم و فیلم‌نامه‌نویس اهل لهستان بود.
از فیلم‌ها یا مجموعه‌های تلویزیونی که وی در آن‌ها نقش داشته است می‌توان به شدومن اشاره نمود.